# Seznam nizozemských bitevních lodí

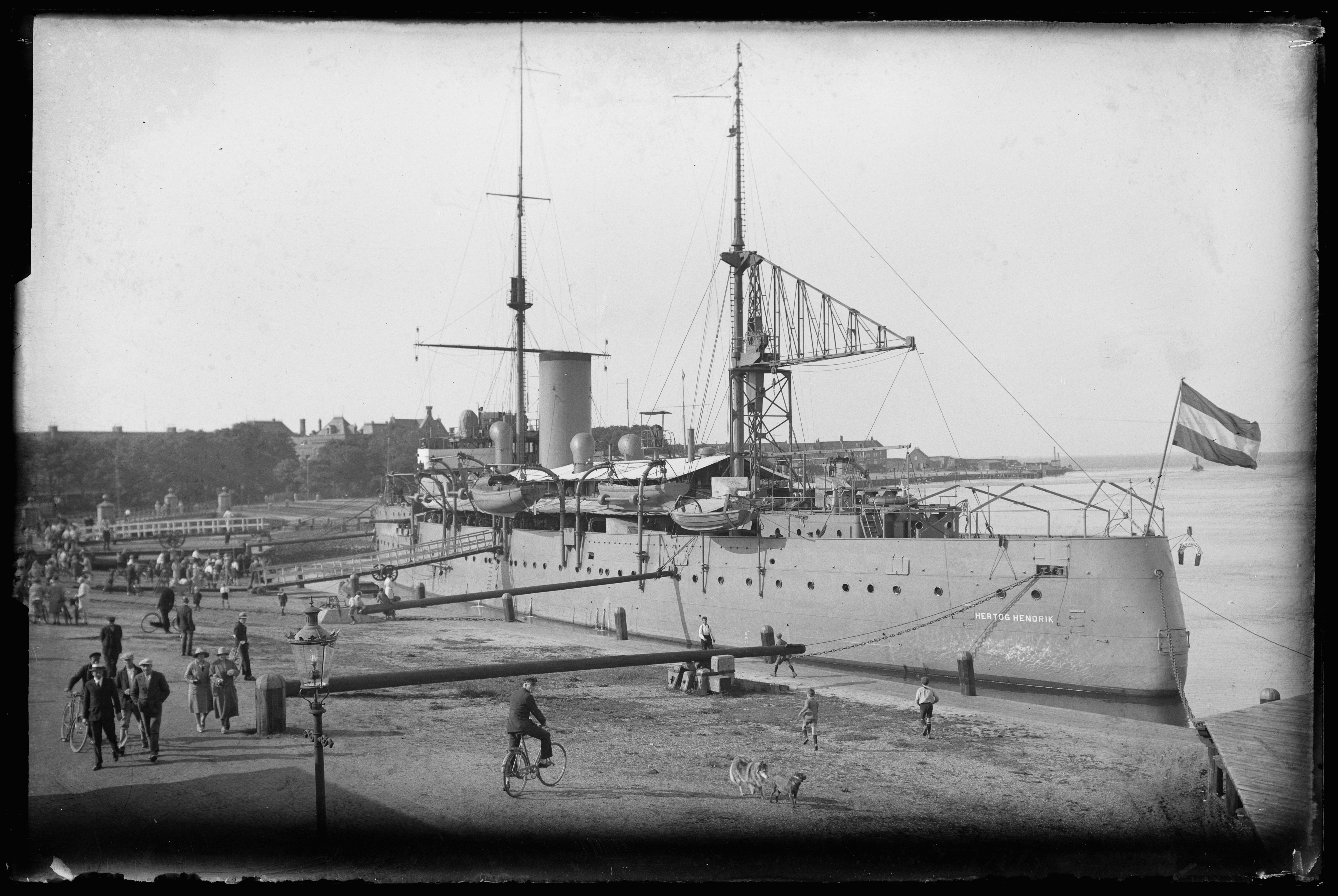
Hertog Hendrik

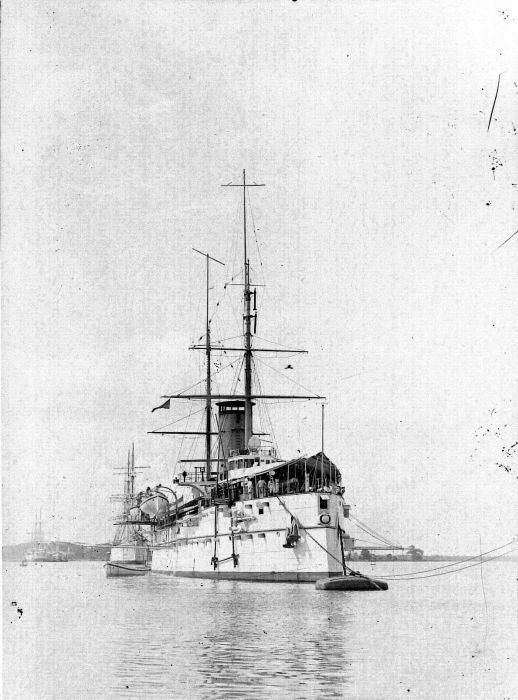
Koningin Regentes

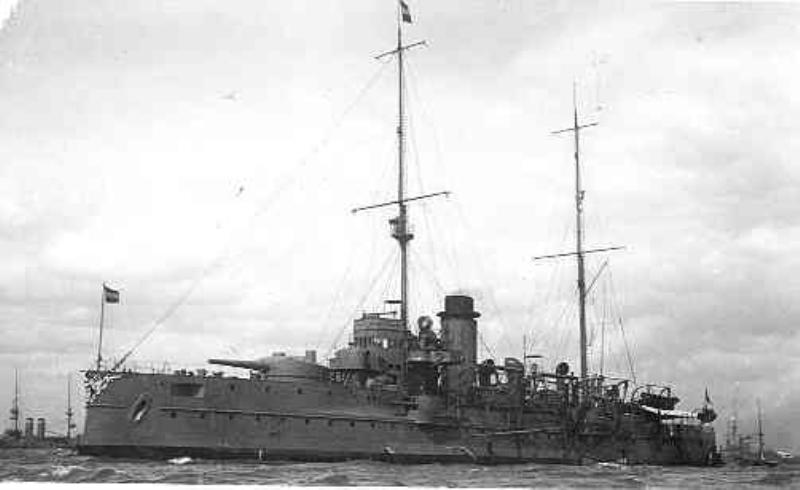
Jacob van Heemskerck

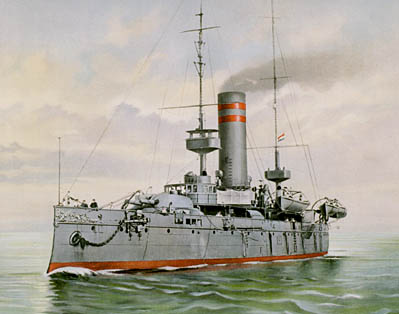
Evertsen

Seznam nizozemských bitevních lodí zahrnuje všechny bitevní lodě, které sloužily u Nizozemského královského námořnictva.

## Pobřežní bitevní lodě

### TřídaEvertsen
- Evertsen
- Piet Hein
- Kortenaer

### TřídaKoningin Regentes
- Koningin Regentes
- De Ruyter
- Hertog Hendrik

### TřídaMarten Harpertszoon Tromp
- Marten Harpertszoon Tromp

### TřídaJacob van Heemskerck
- Jacob van Heemskerck

### TřídaDe Zeven Provinciën
- De Zeven Provinciën

## Dreadnoughty

### Návrh z roku 1913
- loď 1 - stavba zrušena
- loď 2 - stavba zrušena
- loď 3 - stavba zrušena
- loď 4 - stavba zrušena